# HITROLE

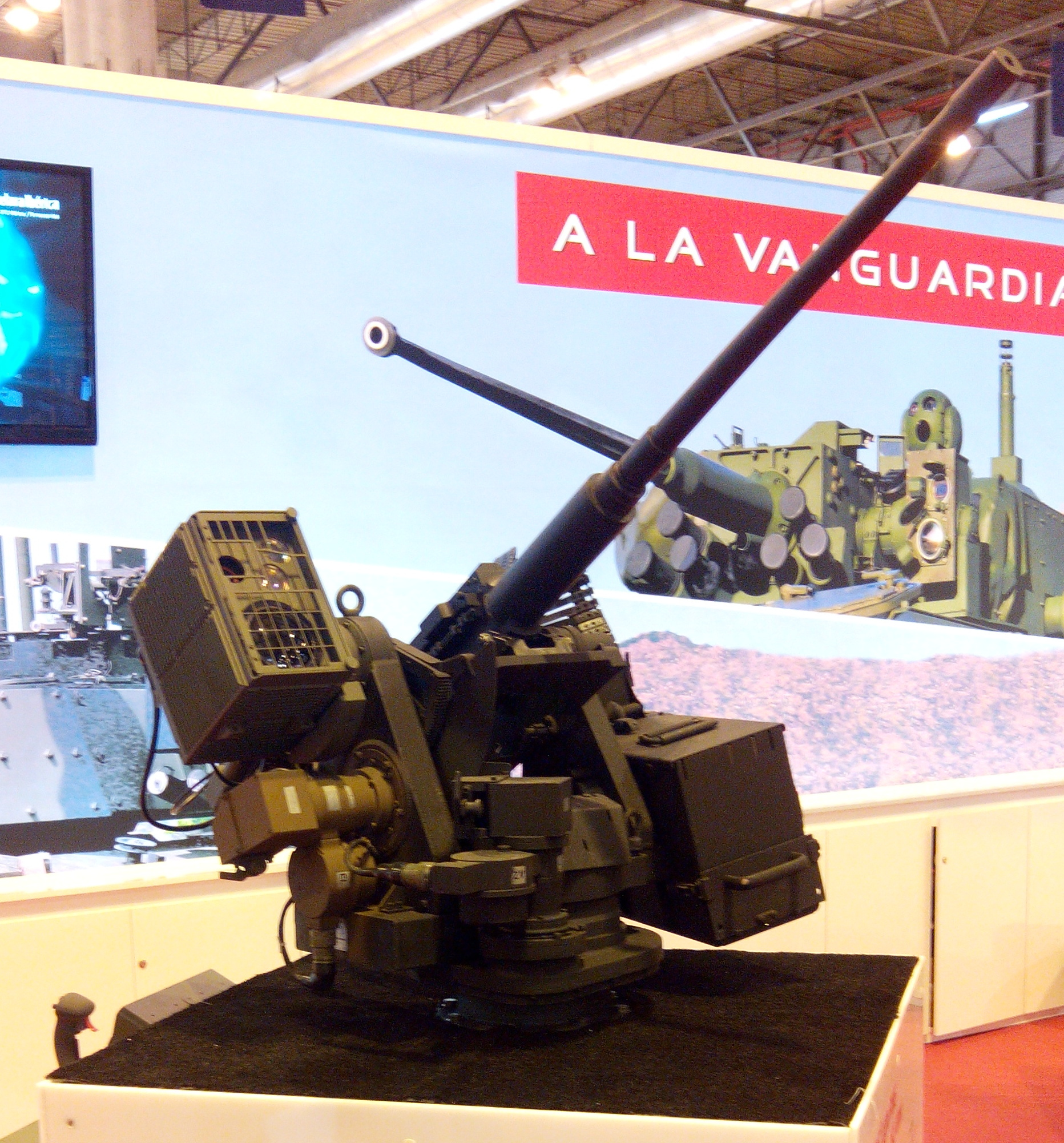

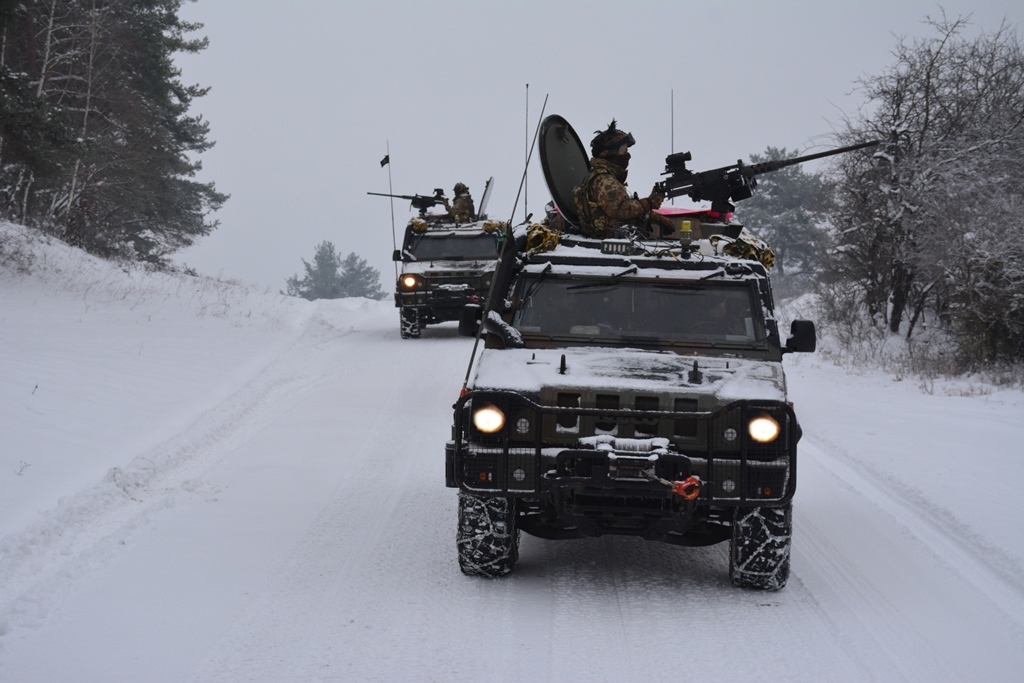
Iveco LMV mit HITROLE

Der Hitrole ist eine fernbedienbare Waffenstation des italienischen Rüstungskonzerns Leonardo. Der ursprüngliche Hersteller Oto Melara ging 2016 in Leonardo auf.
Hitrole steht für „Highly Integrated Turret Remotely, Operated, Light Electrical.“
Größere Ausführungen sind der Hitfist (fernbedienbar oder bemannt mit einer 25-mm- oder 30-mm-Kanone) und Hitfact (bemannt, bewaffnet mit einer 105-mm- oder 120-mm-Rohrwaffe).

## Technik
Die Waffenstation kann 7,62-mm- oder 12,7-mm-Maschinengewehre oder 40-mm-Granatwerfer aufnehmen. 

## Nutzer
- Italien
  - Puma (Transportpanzer)
  - Iveco LMV
  -  VTMM
  - Centauro
  - Centauro 2
- Deutschland
  - Baden-Württemberg-Klasse
- Niederlande
  - Holland-Klasse (2012)
  - Karel Doorman (Schiff, 2014)